# Macherla
Macherla é uma cidade e um município no distrito de Guntur, no estado indiano de Andhra Pradesh.

## Geografia
Macherla está localizada a 16° 29′ N, 79° 26′ L. Tem uma altitude média de 136 metros (446 pés).

## Demografia
Segundo o censo de 2001, Macherla tinha uma população de 49,113 habitantes. Os indivíduos do sexo masculino constituem 50% da população e os do sexo feminino 50%. Macherla tem uma taxa de literacia de 59%, inferior à média nacional de 59.5%: a literacia no sexo masculino é de 68% e no sexo feminino é de 49%. Em Macherla, 13% da população está abaixo dos 6 anos de idade.

## História
O nome "Macherla" orgina-se de Mahadeva Cherla. Localiza-se em Palnadu, e possui uma história de mais de um milênio. A batalha de Palnati Yudhdham ocorreu entre Macherla e Gurajala, entre 1176 e 1182, onde Macherla venceu.